# Trepanation
Trepanation es el primer álbum de la banda de metal industrial American Head Charge, lanzada independientemente por el grupo el 18 de julio de 1999.
Posteriormente, firmaron con el productor Rick Rubin de American Recordings, lanzando su debut en el sello discográfico, "The War of Art", dos años después El 28 de agosto de 2001. Trepanation se refiere a una forma de cirugía en la que se perfora o raspa un agujero en el cráneo, exponiendo así la duramadre para tratar problemas de salud relacionados con enfermedades intracraneales, aunque en la era moderna Se utiliza sólo para tratar los hematomas epidurales y subdurales.
El álbum contiene las grabaciones más tempranas de American Head Charge, donde formulan su sonido metal industrial (que siguieron haciéndolo en álbumes posteriores). Este es el único álbum de American Head Charge con Peter Harmon en la batería. Después de su partida, el tecladista Chris Emery se convirtió en el nuevo baterista de la banda, y el roadie Justin Fowler reemplazó a Emery en los teclados.

## Lista de canciones
| N.º | Título                     | Música | Duración |  |
| 1.  | «Reach and Touch (*)»      |        |          |  |
| 2.  | «Different»                |        |          |  |
| 3.  | «Seamless (*)»             |        |          |  |
| 4.  | «Fall (*)»                 |        |          |  |
| 5.  | «Never Get Caught (*)»     |        |          |  |
| 6.  | «What»                     |        |          |  |
| 7.  | «When I Failed (^)»        |        |          |  |
| 8.  | «Stature (^)»              |        |          |  |
| 9.  | «To Taste Acid (^)»        |        |          |  |
| 10. | «Feel the Curtain»         |        |          |  |
| 11. | «We Believe (*)»           |        |          |  |
| 12. | «Desertion»                |        |          |  |
| 13. | «Pushing the Envelope (*)» |        |          |  |
| 14. | «Pretty Face (*)»          |        |          |  |

Las pistas marcadas con un (*) significan que también aparecen en el debut de la banda, The War of Art. Las pistas marcadas con un (^) significan que también aparecen en el CD/DVD de la banda en 2007 Can't Stop The Machine. En el folleto interno, en la sección de reconocimientos habituales, la banda declara colectivamente: "No gracias a: cualquier publicación de música local de Minneapolis (sabes quién eres ...) que ha ignorado y/o continúa ignorando el hardcore/industrial / Tome tus recuerdos de reemplazos y empujalos hasta tu colectivo culo".

## Personal[3]
- Cameron Heacock: voz
- Chad Hanks: bajo, guitarra, programaciones
- Chris Emery: teclados, samples
- David Rogers: guitarra
- Peter Harmon: batería